# جیرو کاماتا
جیرو کاماتا (انگلیسی: Jiro Kamata؛ زادهٔ ۲۸ ژوئیهٔ ۱۹۸۵) بازیکن فوتبال اهل ژاپن است.
از باشگاه‌هایی که در آن بازی کرده‌است می‌توان به باشگاه فوتبال کاشیوا ریسول، و باشگاه فوتبال کاشیوا ریسول، و باشگاه فوتبال کاشیوا ریسول، اشاره کرد.